# Championnat d'Équateur de football 1994
Navigation
Saison précédente Saison suivante
La saison 1994 du Championnat d'Équateur de football est la trente-sixième édition du championnat de première division en Équateur.
Douze équipes prennent part à la Série A, la première division. Le championnat se déroule en trois phases. La première voit les équipes regroupées au sein d'une poule unique où elles s'affrontent deux fois, à domicile et à l'extérieur; les deux premiers obtiennent leurs billets pour la Liguilla. La deuxième phase est disputée en deux poules de six équipes et seul le premier de chaque poule se qualifie également pour la Liguilla. La troisième phase est la Liguilla, la poule pour le titre, qui est disputée par six équipes (celles qualifiées directement et les meilleures équipes au total cumulé de points sur les deux phases). Deux équipes sont reléguées : la plus mauvaise au classement cumulé des deux phases et le perdant d'un barrage de relégation entre les 10e et 11e de ce classement cumulé.
C'est le Club Sport Emelec, tenant du titre, qui remporte à nouveau la compétition après avoir terminé en tête de la Liguilla avec un demi-point d'avance sur le Club Deportivo El Nacional et trois sur le Barcelona Sporting Club. C'est le 8e titre de champion d'Équateur de l'histoire du club.

## Les clubs participants
| - Sociedad Deportiva Aucas - Club Deportivo Green Cross - Barcelona Sporting Club - Deportivo Quito - Club Sport Emelec - Club Deportivo El Nacional | - LDU Portoviejo - Promu de Série B - Club Deportivo Delfín - LDU Quito - Valdez Sporting Club - Deportivo Cuenca - Club Deportivo Espoli - Promu de Série B |

## Compétition

### Première phase
| Rang | Équipe                     | Pts | J  | G  | N | P  | Bp | Bc | Diff |
| ---- | -------------------------- | --- | -- | -- | - | -- | -- | -- | ---- |
| 1    | Club Deportivo Espoli P    | 31  | 22 | 12 | 7 | 3  | 41 | 26 | +15  |
| 2    | Club Deportivo El Nacional | 30  | 22 | 12 | 6 | 4  | 39 | 24 | +15  |
| 3    | Club Sport Emelec T        | 28  | 22 | 12 | 4 | 6  | 37 | 16 | +21  |
| 4    | Deportivo Quito            | 26  | 22 | 10 | 6 | 6  | 40 | 26 | +14  |
| 5    | LDU Portoviejo P           | 24  | 22 | 8  | 8 | 6  | 30 | 28 | +2   |
| 6    | Sociedad Deportiva Aucas   | 22  | 22 | 8  | 6 | 8  | 29 | 23 | +6   |
| 7    | Barcelona Sporting Club    | 21  | 22 | 7  | 7 | 8  | 18 | 24 | -6   |
| 8    | LDU Quito                  | 20  | 22 | 7  | 6 | 9  | 36 | 26 | +10  |
| 9    | Club Deportivo Green Cross | 18  | 22 | 6  | 6 | 10 | 27 | 31 | -4   |
| 10   | Club Deportivo Delfín      | 16  | 22 | 5  | 6 | 11 | 16 | 43 | -27  |
| 11   | Deportivo Cuenca           | 15  | 22 | 4  | 7 | 11 | 21 | 41 | -20  |
| 12   | Valdez Sporting Club       | 13  | 22 | 5  | 3 | 14 | 23 | 49 | -26  |

|  | Qualification pour la Liguilla           |
|  | T : Tenant du titre P : Promu de Série B |

### Deuxième phase

#### Groupe 1
| Rang | Équipe                  | Pts | J  | G | N | P | Bp | Bc | Diff |
| ---- | ----------------------- | --- | -- | - | - | - | -- | -- | ---- |
| 1    | Club Deportivo Espoli P | 18  | 12 | 8 | 2 | 2 | 22 | 16 | +6   |
| 2    | Club Sport Emelec T     | 16  | 12 | 7 | 2 | 3 | 28 | 13 | +15  |
| 3    | Deportivo Quito         | 16  | 12 | 6 | 4 | 2 | 24 | 13 | +11  |
| 4    | LDU Quito               | 10  | 12 | 4 | 2 | 6 | 26 | 27 | -1   |
| 5    | LDU Portoviejo P        | 10  | 12 | 3 | 4 | 5 | 14 | 22 | -8   |
| 6    | Club Deportivo Delfín   | 9   | 12 | 3 | 3 | 6 | 13 | 24 | -11  |

|  | Qualification pour la Liguilla           |
|  | Participation au barrage de relégation   |
|  | T : Tenant du titre P : Promu de Série B |

#### Groupe 2
| Rang | Équipe                     | Pts | J  | G | N | P | Bp | Bc | Diff |
| ---- | -------------------------- | --- | -- | - | - | - | -- | -- | ---- |
| 1    | Barcelona Sporting Club    | 15  | 12 | 5 | 5 | 2 | 12 | 4  | +8   |
| 2    | Sociedad Deportiva Aucas   | 13  | 12 | 5 | 3 | 4 | 15 | 16 | -1   |
| 3    | Club Deportivo El Nacional | 11  | 12 | 3 | 5 | 4 | 19 | 20 | -1   |
| 4    | Deportivo Cuenca           | 10  | 12 | 4 | 2 | 6 | 14 | 24 | -10  |
| 5    | Club Deportivo Green Cross | 9   | 12 | 3 | 3 | 6 | 16 | 14 | +2   |
| 6    | Valdez Sporting Club -1    | 6   | 12 | 2 | 3 | 7 | 9  | 19 | -10  |

|  | Qualification pour la Liguilla         |
|  | Participation au barrage de relégation |
|  | Relégation directe en Série B          |

### Troisième phase
Les deux premiers de première phase reçoivent un bonus respectif de 1 et 0,5 point tandis que les leaders de poule à l'issue de la seconde phase reçoivent un bonus d'un demi-point.

#### Liguilla
| Rang | Équipe                          | Pts  | J  | G | N | P | Bp | Bc | Diff |
| ---- | ------------------------------- | ---- | -- | - | - | - | -- | -- | ---- |
| 1    | Club Sport Emelec T             | 14   | 10 | 5 | 4 | 1 | 15 | 4  | +11  |
| 2    | Club Deportivo El Nacional +0,5 | 13.5 | 10 | 4 | 5 | 1 | 13 | 9  | +4   |
| 3    | Barcelona Sporting Club +1      | 11   | 10 | 2 | 6 | 2 | 13 | 14 | -1   |
| 4    | Deportivo Quito                 | 9    | 10 | 1 | 7 | 2 | 11 | 15 | -4   |
| 5    | Sociedad Deportiva Aucas        | 8    | 10 | 3 | 2 | 5 | 10 | 13 | -3   |
| 6    | Club Deportivo Espoli 'P' +2    | 8    | 10 | 2 | 2 | 6 | 11 | 18 | -7   |

|  | Qualification pour la Copa Libertadores 1995 |
|  | Qualification pour la Copa CONMEBOL 1995     |
|  | T : Tenant du titre P : Promu de Série B     |

#### Barrage de relégation
| Équipe 1              | Résultat      | Équipe 2         | Aller | Retour |
| --------------------- | ------------- | ---------------- | ----- | ------ |
| Club Deportivo Delfín | 2 - 2 4-3 tab | Deportivo Cuenca | 1 - 0 | 1 - 2  |

## Bilan de la saison
| Championnat d'Équateur de football 1994 |                              |
| Champion                                | Club Sport Emelec (8e titre) |
| Qualifications continentales            |                              |
| Copa Libertadores 1995                  | Club Sport Emelec            |
| Copa Libertadores 1995                  | Club Deportivo El Nacional   |
| Copa CONMEBOL 1995                      | Barcelona Sporting Club      |
| Promotions et relégations               |                              |
| Promus en Série A                       | Centro Deportivo Olmedo      |
| Promus en Série A                       | Club 9 de Octubre            |
| Relégués en Série B                     | Deportivo Cuenca             |
| Relégués en Série B                     | Valdez Sporting Club         |